# Dân tộc và Phát triển
Dân tộc và Phát triển là một tờ báo điện tử trực thuộc và là cơ quan ngôn luận của Bộ Dân tộc và Tôn giáo Việt Nam.

## Lịch sử
Ngày 27 tháng 10 năm 2002 phát hành số báo đầu tiên. Báo điện tử Dân tộc và Phát triển chính thức khai trương Báo điện tử Dân tộc và Phát triển với tên miền baodantoc.vn được cấp phép ngày 26 tháng 10 năm 2020, giấy phép số 468/GP-BTTTT và vinh dự đón nhận Bằng khen của Thủ tướng Chính phủ.

## Giới thiệu
Báo điện tử Dân tộc và Phát triển là một kênh thông tin, tuyên truyền chính thống của Bộ Dân tộc và Tôn giáo trên môi trường Internet. Từ đây, thông tin về lĩnh vực công tác dân tộc, thực hiện chính sách dân tộc có điều kiện lan tỏa hơn đến mọi đối tượng bạn đọc trên cả nước. Hiện tại, Báo điện tử Dân tộc và Phát triển đang thực hiện đa dạng hóa các loại hình sản phẩm báo chí; ứng dụng công nghệ số để sản xuất và chuyển tải thông tin, tiếp cận và vận dụng phương pháp làm báo hiện đại.